# 凱斯維爾鎮區 (密歇根州)
凱斯維爾鎮區（英語：Caseville Township）是位於美國密歇根州休倫縣的一個行政鎮區。

## 地方資料
凱斯維爾鎮區的面積為36.80平方千米，當中陸地面積為36.10平方千米，而水域面積為0.70平方千米。根據2020年美國人口普查的數據，當地共有人口1674人，而人口密度為每平方千米45.49人。